# Љубиша Ћургус
Љубиша Ћургус (Рисовац, код Петровца, 24. август 1919 — Београд, 20. јул 1988) био је учесник Народноослободилачке борбе и генерал-потпуковник-пилот ЈНА.

## Биографија
Љубиша Љубо Ћургуз (у појединим изворима Ћургус) рођен је 24. августа 1919. године у Рисовцу, код Петровца, од оца Ђуре из Вођенице и мајке Анице. Потиче из радничке породице.  Отац Ђуро Ћургуз Симишић, који је био писмен, потиче из вођеничке свештеничке породице Ћургуза. Ђурин стриц је био Марко Ћургуз, дјед по мајци писца и хроничара Никице Пилиповића Дајановића. Ђуро је био цестар, који је службу добио у Рисовцу, гдје је засновао и породицу. Љубиша је одрастао у вишечланој породици, са оцем, мајком, два брата и пет сестара. Прије рата био је подофицир у Југословенском краљевском ратном ваздухопловству. Носио је чин ваздухопловног наредника – авиомеханичара.
По окупацији Југославије, укључио се у припреме оружаног устанка 27. јула 1941. Био је један од организатора устанка у петровачком крају. Од првих дана учествовао је у устаничким и герилским акцијама. Највећи дио рата провео је као припадник Треће крајишке бригаде. Био је припадник Треће крајишке бригаде до 1944. године. Дана 31. децембра 1943, по наређењу Врховног штаба НОВ и ПОЈ напустио је бригаду и упућен је у Прву ваздухопловну базу НОВЈ у Италији, гдје се обучава за пилота и добива чин капетана.
Члан СКОЈ-а постао је 1941, а члан КПЈ постаје у мају 1942. године. Учесник је Битке на Сутјесци. Током рата је рањаван. О својим ратним искуствима писао је у зборницима сјећања Петровац у НОБ и Сутјеска.
У рату је обављао дужност политичког комесара у више јединица. Био је замјеник политичког комесара, а потом и политички комесар Четвртог батаљона Треће крајишке бригаде. Крајем рата био је политички комесар 11. ваздухопловне ловачке дивизије.
Након рата служио је као официр у ЈНА. Завршио је Вишу ваздухопловну војну академију ЈНА. Био је командант 32. ваздухопловне дивизије, командант 11. дивизије ПВО, начелник штаба 1. ваздухопловног корпуса и командант 3. корпуса ваздухопловства и противваздушне одбране. Унапређен је у чин генерал-мајора 1970, а у чин генерал-потпуковника 1973. године. Активна служба у ЈНА престала му је 1977. године.
Више пута је одликован. Носилац је Партизанске споменице 1941, Ордена ратне заставе и Ордена заслуга за народ. Био је предсједник Ваздухопловног савеза Југославије. Уредник је зборника сјећања Петровац у НОБ и Трећа крајишка бригада.
Умро је у Београду 19. јула 1988. године. Сахрањен је у Алеји заслужних грађана на Новом гробљу у Београду.